# Steve Vai
Steve Vai, egentligen Steven Siro Vai, född 6 juni 1960 i Carle Place, North Hempstead, Long Island, New York, är en amerikansk rockgitarrist och kompositör.

## Biografi
Den 19-årige Vai blev upptäckt av och började sin karriär tillsammans med Frank Zappa efter att ha transkriberat Zappas komposition "The Black Page". Frank Zappa blev imponerad och anställde Vai för att transkribera Zappas gitarrsolon på albumen "Joe's Garage" (1979) och "Shut Up 'n Play Yer Guitar" (1981). Under 1980 tog Zappa in Vai i sitt turnéband, där han huvudsakligen fick spela som ledgitarrist på skrivna gitarrdelar i låtar, och även agera "stuntgitarrist" (som Zappa kallade det) under Frank Zappas komplexa musikstycken (se exempelvis "Drowning Witch" och "What's New In Baltimore?") som krävde hög teknisk kunnighet för att spelas korrekt. Vai turnerade och spelade in med Frank Zappa fram till 1982.
Vai albumdebuterade som soloartist 1984 med Flex-Able. 1985 ersatte han Yngwie Malmsteen i bandet Alcatrazz då denne hoppat av. En skiva och en turné var han med på innan han gick med i David Lee Roths nya soloband 1985. Mellan 1989 och 1991 var han medlem i bandet Whitesnake där han ersatte Vivian Campbell och med vilka han turnerade jorden runt under "Liquor & Poker World Tour". Under 1990- och 2000-talen har han gett ut ett antal soloalbum.
Steve Vai har även gjort återkommande konserter tillsammans med Joe Satriani (som dessutom var Steves gitarrlärare) och en gästartist, under namnet G3. G3 '97 spelade de tillsammans med Eric Johnson. G3 '03 spelade de tillsammans med Yngwie Malmsteen, G3 '04 gjordes med Robert Fripp och G3 '05 var John Petrucci med. Ett livealbum inspelat 2003 gavs ut med titeln G3 Live: Rockin' in the Free World.
Vai använder sig ofta av lydiska skalor.

## Diskografi

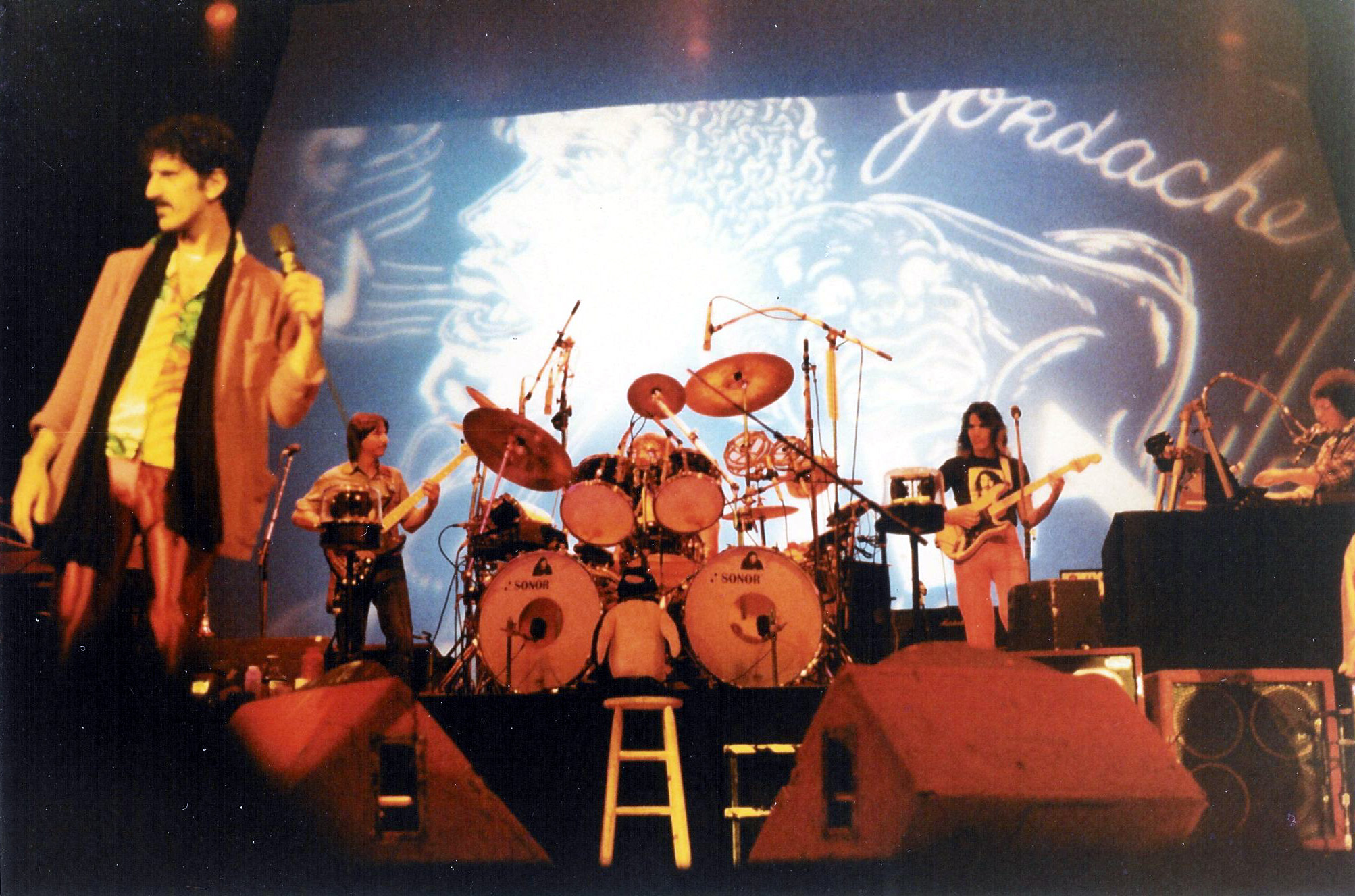
Steve Vai i Frank Zappas band, till höger om trummorna

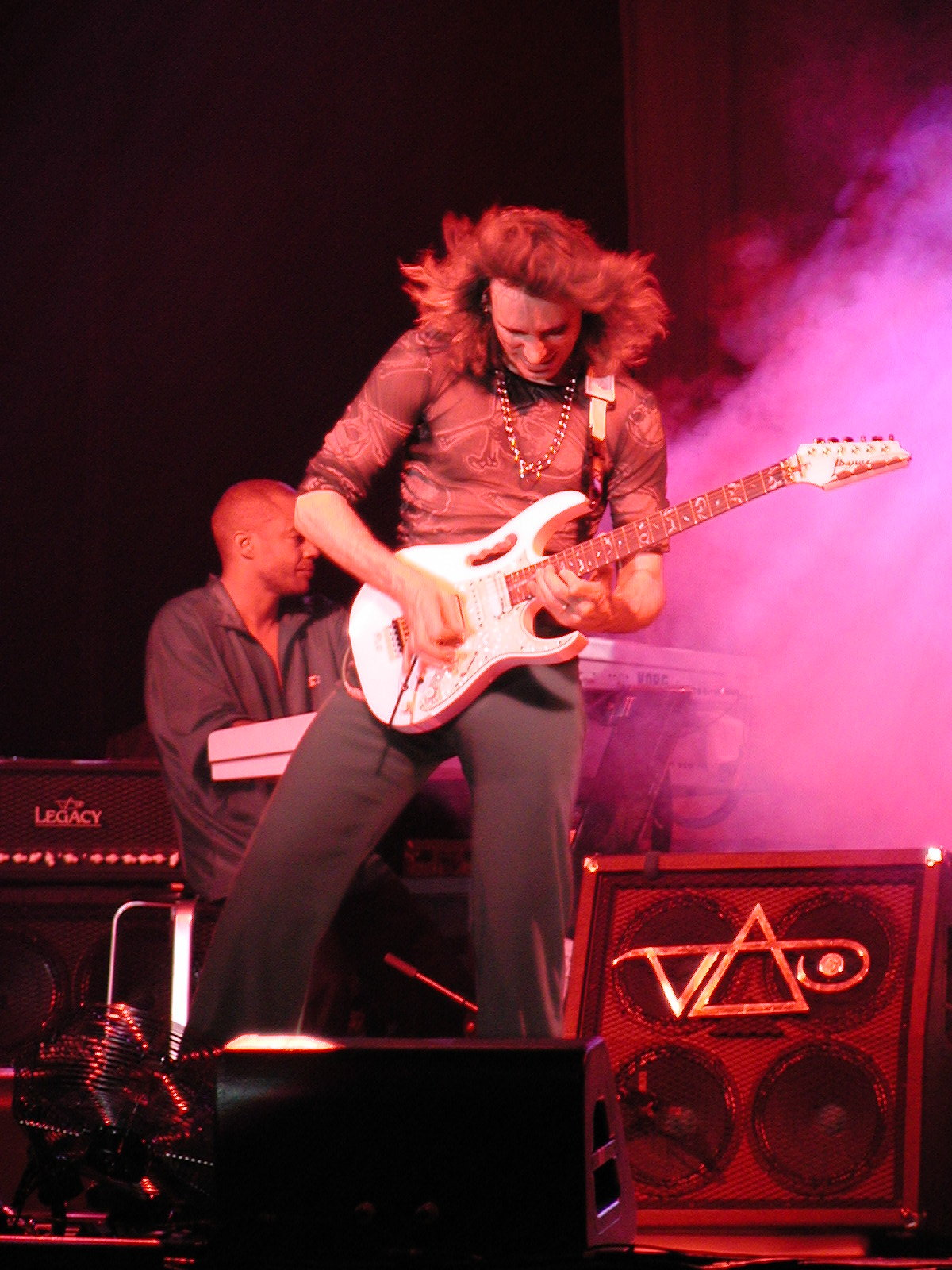
Steve Vai under G3 2004, i Milano

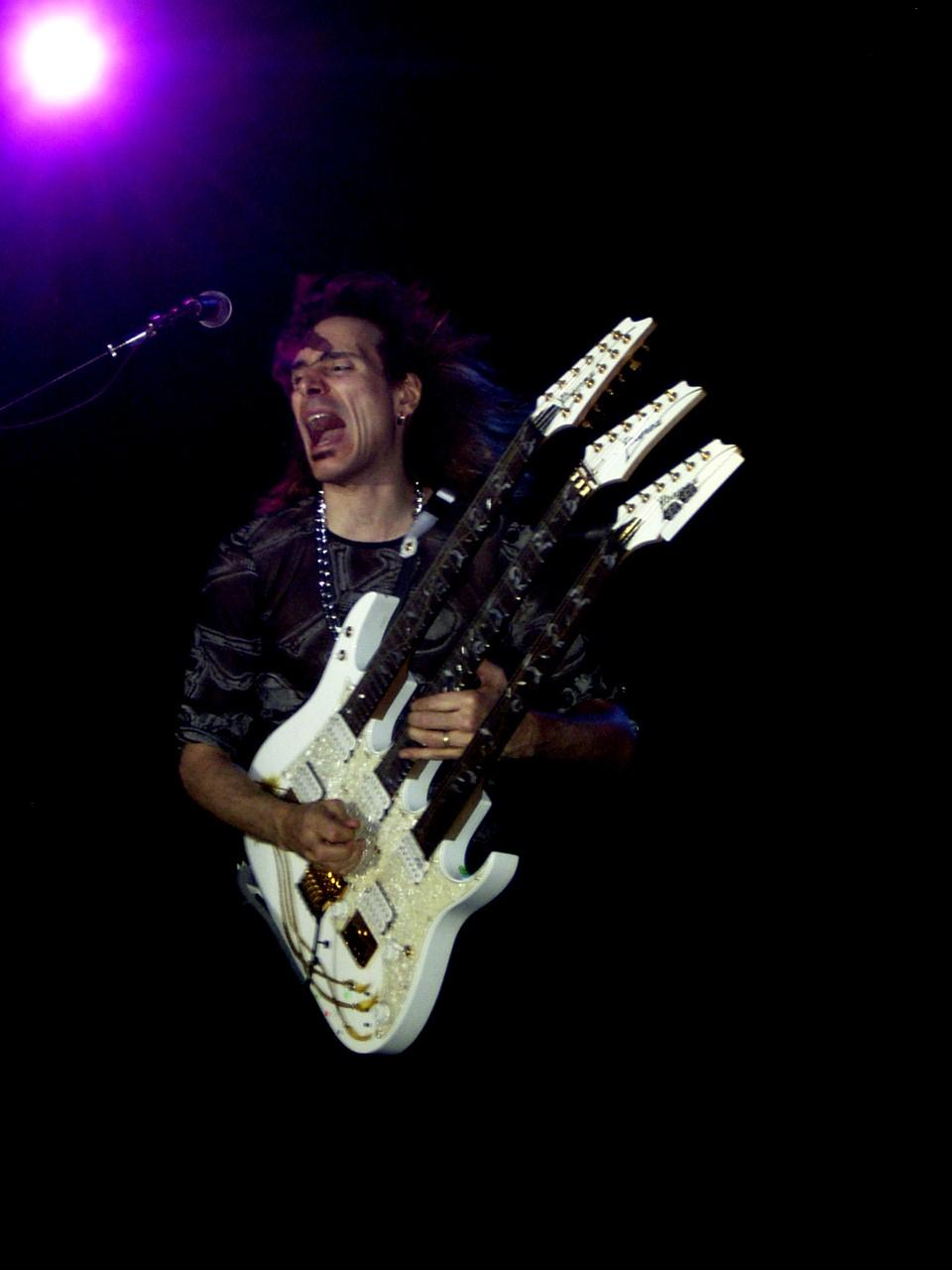
Steve Vai spelar på sin triple-neck Ibanez JEM gitarr 2004, i Madrid

Med Alcatrazz
- 1985 – Disturbing The Peace

Med Public Image Ltd.
- 1986 – Album

Med Shankar & Caroline
- 1986 – The Epidemics

Med David Lee Roth
- 1986 – Eat 'Em and Smile
- 1988 – Skyscraper

Med Whitesnake
- 1989 – Slip of the Tongue

Med Joe Jackson
- 1999 – Symphony No. 1

Solo
- 1984 – Flex-Able
- 1990 – Passion and Warfare
- 1993 – Sex & Religion
- 1995 – Alien Love Secrets
- 1996 – Fire Garden
- 1998 – Flex-Able Leftovers
- 1999 – The Ultra Zone
- 2000 – The 7th Song
- 2001 – Alive in an Ultra World
- 2002 – The Elusive Light and Sound, Vol. 1
- 2005 – Real Illusions Reflection
- 2007 – Sound Theories
- 2012 – The Story of Light
- 2015 – Stillness In Motion
- 2016 – Modern Primitive
- 2022 – Inviolate

## Filmografi
- 1986 – Crossroads